# Eles (Tunísia)

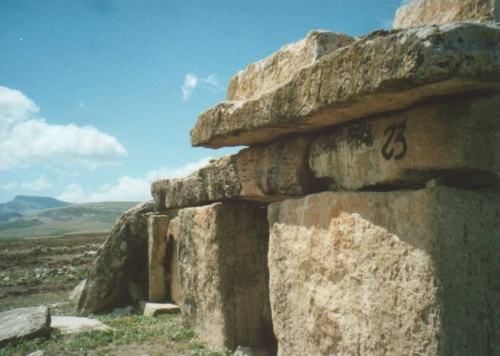
Eles é o local de várias edificações do megalítico.

Eles é uma vila na Tunísia, localizado nas coordenadas 35° 56′ 55″ N, 9° 05′ 50″ L, na província de Siliana, próximo a Maktar.